# 阿布·巴卡尔号护卫舰
阿布·巴卡尔号护卫舰是孟加拉海军的一艘导弹护卫舰，舷号F15。该舰是053H2型导弹护卫舰的首舰。是原中国人民解放军海军第一艘被命名为黄石号的军舰。

## 简介
该型舰船是中国人民解放军海军第一种采用全封闭结构、全舰空调化、具备“三防”作战能力的水面作战舰艇。该型舰是中国人民解放军海军第一次装备“鹰击”8（YJ-8）系列反舰导弹。
在053H1型首舰建造之际，海装向沪东造船厂提出了一张053H改进构想外形图，1982年2月20日海军以装订字026号文函告六机部，要求按汇报会确定的内容安排053H1型对海导弹护卫舰修改设计及建造。1982年4月9日六机部以六机生字536号《关于开展053H1型导弹护卫舰修改设计与建造工作的通知》文告沪东造船厂開工準備，1982年8月中船总和海军联合召开了“053H2型导弹护卫舰方案设计审查会”。会议审查并通过了沪东造船厂提出的方案设计。1983年国防科工委下文批复《053H2型导弹护卫舰战术技术任务书》。该型舰总设计师是王衡元。1983年11月4日，沪东造船厂与海军驻沪东造船厂军事代表室签署了军工产品实行经济技术总承包的第一个合同，是第一种采用经济合同制设计建造的大型舰艇，经济合同价为4仟6佰万元。当时，中国军队贯彻“精简、忍耐”国家以经济建设为重，因经费紧张都是采用技术成熟的装备。
053H2型护卫舰与以往的053H系列护卫舰相比，开始舰艇整体设计概念的变革。船型采用全封闭中央长桥楼结构，舰体有折角线。首次设置简易指挥情报中心系统，可“集中指挥，分散控制”组合各种传感器和武器系统，配置了电子战系统。主机是基于053K型护卫舰用的18E390V型柴油机（18个汽缸, 缸径390mm）的改进型号：18E390VA柴油机，动力装置控制实行机舱集控室、舰桥和机旁应急三级控制，正常情况下可实现机舱无人。各种自动化装置和系统广泛使用使全舰舰员比053H1型舰减少了三分之一，只有130人，基本上接近国外同类先进舰只的水平。由于采用全封闭结构，该船配备有中央空调系统做到全舰空调化，实现“三防”能力，这也大大改善了以往主战舰艇（如051型驱逐舰）恶劣的居住环境。该型舰搭载了新一代的“鹰击”8反舰导弹，但是防空能力仍然不足，反潜能力较弱。
053H2型舰仍是一种以黄水作战（近海作战）为主的军舰，但也是中国海军最后一种以黄水作战为主的主力军舰，是带有实验性质的产品。

## 舰史

### 中国海军服役时期
1984年10月15日053H2型首制舰“黄石”（舷号535）在上海沪东造船厂开工建造，1985年12月28日下水，1986年12月15日正式服役，加入东海舰队。
053H2型舰服役后仅进行数次小改进，由于改进升级空间不大，也出于成本考虑，在役期间未进行大规模改造。最显著的改进是2004年将原先斜向45°布置的8个反舰导弹发射箱（实际使用中导弹发射时尾焰会烧蚀甲板上的设备）换装成两座横置四联装发射箱。
2013年4月27日，黄石号护卫舰从北海舰队退役。

### 孟加拉海军服役时期
2014年1月27日加入孟加拉国海军序列，并被命名为“阿布·巴卡尔”号，舷号F15。